# 2015 w sztukach plastycznych
Wydarzenia w sztukach plastycznych i wizualnych w 2015 roku.

## Nagrody
- Nagroda im. Jana Cybisa – Kōji Kamoji
- Nagroda Fundació Joan Miró – Ignasi Aballí[1]
- World Press Photo – Mads Nissen[2]

## Zmarli
- 3 maja – Piotr Piotrowski (ur. 1952), polski historyk sztuki, kurator
- 29 lipca – Witosław Czerwonka (ur. 1949), polski artysta interdyscyplinarny
- 11 sierpnia – Gerhard Jürgen Blum-Kwiatkowski (ur. 1930), polski artysta działający w Niemczech, malarz, twórca instalacji, teoretyk sztuki
- 25 października – Wojciech Fangor (ur. 1922), polski malarz
- 30 grudnia – Andrzej Lachowicz (ur. 1939), polski artysta multimedialny, teoretyk sztuki